# Општина Зам (Хунедоара)
Зам (рум. Zam) општина је у Румунији у округу Хунедоара.
Oпштина се налази на надморској висини од 498 m.